# Hochschule für Musik und Theater Hamburg

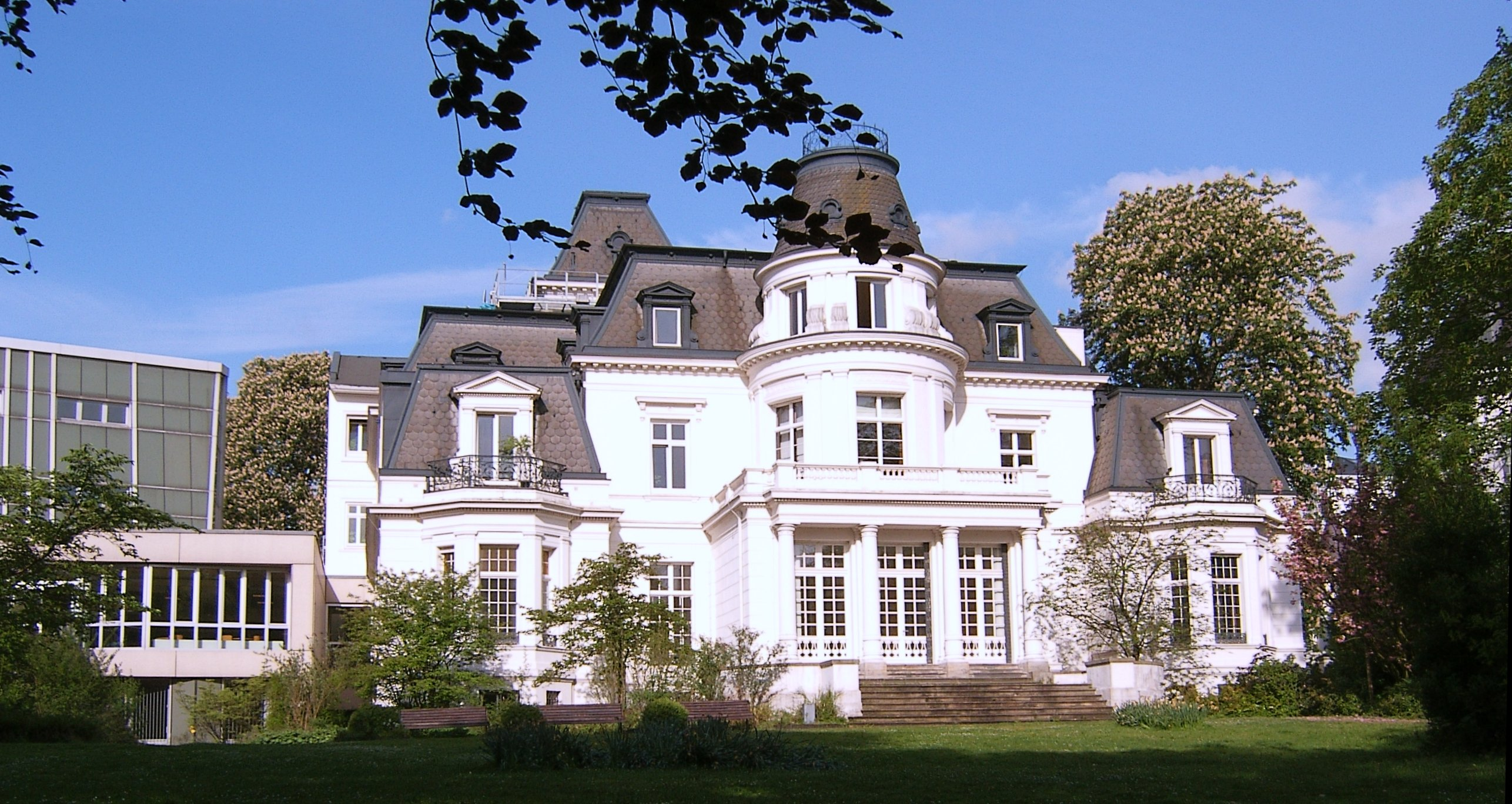
Het hoofdgebouw van de Hochschule für Musik und Theater Hamburg in het Budge-Palais

De Hochschule für Musik und Theater Hamburg in een hogeschool voor muziek in het district Eimsbüttel van Hamburg, die opgericht werd in 1950. 

## Geschiedenis
De Hochschule für Musik und Theater Hamburg ontstond uit de privé schouwspelschool van Annemarie Marks-Rocke en Eduard Marks en werd in 1950 onder de naam Staatliche Hochschule für Musik opgericht. De eerste directeur was Philipp Jarnach. Toen was de hogeschool nog op meerdere gebouwen verdeelt. Nadat in 1954 ook een studierichting Protestantse kerkmuziek ingericht was, kon de hogeschool in 1956 in het Budge-Palais vertrekken. In 1967 werd de naam veranderd in Staatliche Hochschule für Musik und darstellende Kunst, omdat ook de studierichtingen theater en opera uit de naam herkenbaar te maken. 
In 1970 werd het Budge-Palais om een nieuw gebouw verbreed. Sinds 1991 heet deze hogeschool nu Hochschule für Musik und Theater Hamburg. In 2003 werd het Budge-Palais opnieuw verbreed, om de bibliotheek erin te plaatsen. 

## Tegenwoordig
De hogeschool beschikt over een eigen theater, genoemd Forum, met orkestbak en biedt 450 zitplaatsen. Hier worden jaarlijks rond 10 opera producties en de projecten van de klas voor schouwspel uitgevoerd. In 2005 waren 750 studenten bij deze hogeschool ingeschreven. Rond 270 professoren, docenten en bestuursleden werken aan de hogeschool. Sinds oktober 2004 staat dit instituut onder de directie van Elmar Lampson. 
Sinds 1982 geeft het aan de Hochschule für Musik und Theater Hamburg ook een popkurs. 

## Organisatie
- Artistieke studierichtingen
  - compositie/muziektheorie/multimedia
  - Instrumentale studierichtingen
  - Dirigeren
  - Jazz
  - Kerkmuziek
- Theateracademie Hamburg
  - Zang
  - Opera
  - Muziektheater-Regie
  - Schouwspel
  - Schouwspeltheater-Regie
  - Dramaturgie
- Wetenschappelijke en pedagogische studierichtingen
  - Musicologie
  - Muziekleraar
  - Diploma-muziekopleiding (in samenwerking met het Hamburger conservatorium)
  - Cultuur- en media management
  - Muziektherapie

## Directeuren
- 1950-1959 Philipp Jarnach
- 1959-1969 Wilhelm Maler
- 1969-1978 Hajo Hinrichs
- 1978-2004 Hermann Rauhe
- (interims directeur van april-oktober 2004) Michael von Troschke
- sinds oktober 2004 Elmar Lampson

## Bekende studenten
- Erdoğan Atalay
- Ingrid Bachér
- Hermann Baumann
- Dagmar Berghoff
- Oliver Bendt
- Christian Bruhn
- Margit Carstensen
- Tatjana Clasing
- Angela Denoke
- Justus von Dohnányi
- Jorinde Dröse
- Christoph Eschenbach
- Markus Frank
- Justus Frantz

- Hans-Joachim Frey
- Evelyn Hamann
- Kirsten Harms
- Sebastian Herrmann
- Josef Heynert
- Hannelore Hoger
- Ernst Horn
- Ulrich Hub
- Christiane Iven
- Peter Jordan
- Toshiyuki Kamioka
- Matthias Leja
- Susanne Lothar
- Dörte Lyssewski

- Julia Malik
- Marie-Luise Marjan
- Detlev Müller-Siemens
- Unsuk Chin
- Dörte Maria Packeiser
- Hans-Jörg Packeiser
- Ivan Rebroff
- Judith Rosmair
- Günther Schramm
- Roberto Sierra
- Iris Vermillion
- Anna Vinnitskaja
- Karlheinz Zoeller